# Dacia Valent
Dacia Valent (Mogadiscio, 12 febbraio 1963 – Roma, 22 gennaio 2015) è stata una politica italiana, europarlamentare dal 1989 al 1994.

## Biografia
Figlia di Lucio Gregorio Valent, un diplomatico friulano, e di Egal Esman Zohra, appartenente all'aristocrazia somala, Dacia Valent nacque a Mogadiscio nel 1963; la famiglia si trasferì poi a Udine nel 1980. Nella cittadina friulana uno dei suoi fratelli, Giacomo, fu assassinato con 63 coltellate a 16 anni, il 9 luglio 1985, da due compagni di scuola che lo avevano precedentemente insultato perché di origine africana.
Arruolatasi nella Polizia di Stato e inizialmente assegnata alla questura di Milano, Dacia Valent fu successivamente trasferita prima alla Squadra mobile e quindi al servizio scorte di Palermo.
Nel 1989 denunciò di aver subìto un'aggressione a sfondo razziale durante un controllo documenti, accusando due colleghi poliziotti di non essere intervenuti in sua difesa; decise in seguito di entrare in politica, nel Partito Comunista Italiano, che la candidò alle elezioni europee del 1989, in cui, grazie alla popolarità acquisita, ottenne 70 612 preferenze nella circoscrizione Italia nord-orientale, 76 589 preferenze nella circoscrizione Italia centrale e 21 663 in quella dell'Italia insulare, venendo eletta eurodeputata e diventando così la prima parlamentare di colore nella storia dello Stato italiano.
A seguito dello scioglimento del PCI e la sua successiva trasformazione in Partito Democratico della Sinistra, la Valent non aderì alla nuova formazione e si iscrisse al Partito della Rifondazione Comunista.
Alle elezioni politiche del 1994 si candidò alla Camera dei deputati nel collegio uninominale Napoli - Ischia, in cui rappresentava le liste Socialdemocrazia per le Libertà e Coalizione Arcobaleno; ottenne l'1,77% dei suffragi, percentuale non sufficiente per ottenere il seggio. Alcuni mesi dopo si candidò alle elezioni europee all'interno della lista Solidarietà, ottenendo 186 preferenze (circoscrizione insulare).
Dopo la fine del suo mandato da europarlamentare, nel gennaio 1995 partecipò al primo congresso di Alleanza Nazionale, proclamandosi simpatizzante della destra ed esprimendo la propria ammirazione per il leader Gianfranco Fini. Tentò quindi senza successo di farsi candidare da AN; essendo stata frattanto espulsa da Rifondazione Comunista. Si ricandidò alle elezioni europee del 2004 nella Lista Di Pietro - Occhetto, con la quale ottenne 583 preferenze nella circoscrizione Italia nord-orientale, senza essere eletta.
Dopo il matrimonio con un imprenditore veneto, dal quale nacquero due figli, ebbe una relazione con Luc Tshombè Mutshail, rifugiato politico e nipote del capo della rivolta del Katanga; nel corso di tale convivenza, il 26 luglio 1994 Dacia Valent denunciò il compagno accusandolo di averla picchiata mentre era incinta, per poi tentare invano di ucciderlo a coltellate il 2 aprile 1995; a seguito di tale fatto, venne arrestata.
Il 26 luglio 1992 contribuì alla costituzione e divenne presidente della sezione italiana dell'organizzazione internazionale antirazzista SCORE; nel 1995, in qualità di esponente di questa associazione, sostenne l'azione di un gruppo di donne somale che denunciarono richieste di favori sessuali da parte di sindacalisti della CGIL nei confronti di immigranti loro connazionali in cambio di agevolazioni nell'assegnazione di viveri; la CGIL smentì le circostanze e querelò la Valent per diffamazione. Il procedimento venne poi archiviato dalla Procura di Roma. Nel 2002 fu sanzionata dalla Corte dei conti per la scorretta amministrazione di fondi regionali assegnati alla SCORE per la realizzazione di centri di prima accoglienza per immigrati.
Nel 2003 abbracciò la religione islamica e si convertì, per poi fondare la IADL - Islamic Anti-Defamation League, associazione avente per scopo combattere gli abusi subiti da persone di fede musulmana in ragione della loro fede. L'associazione attivò un numero verde per raccogliere siffatte segnalazioni, che però cessò di funzionare in breve tempo.
Nel novembre 2006 Dacia Valent fu rinviata a giudizio per concorso in rapina ai danni di un'immigrata polacca che si era rivolta alla SCORE per ottenere assistenza. Nell'ottobre 2007 fu condannata ad un anno di carcere e 15 000 euro di multa per diffamazione e minacce nei confronti dell'ex direttore di TelePadania Max Ferrari.
Il 1º ottobre 2008 pubblicò, sul suo blog personale Verba Valent, un violento articolo intitolato «Italiani bastardi, Italiani di merda», nel quale rivolgeva una serie di insulti razzisti agli italiani, ciò causò pesanti reazioni e polemiche da parte della stampa e dell'opinione pubblica; tra gli altri, il movimento politico giovanile di destra Azione Universitaria annunciò di aver querelato la Valent per tali affermazioni. Nell'articolo se la prendeva anche con Giorgio Perlasca, definendolo «un fascista di m... che dovrebbe morire mille volte solo per essere stato fascista ed aver sostenuto fossanche per un solo minuto quel regime».
Dacia Valent è morta a Roma il 22 gennaio 2015, all'età di 51 anni, a seguito di un attacco cardiaco che l'ha colta mentre era ricoverata in ospedale per altri problemi di salute.